# Museo de la Mujer Argentina
El Museo de la Mujer Argentina fue creado el 11 de agosto de 2006 y está ubicado en el Pasaje Rivarola 147 de la Ciudad Autónoma de Buenos Aires. Fue declarado de interés cultural por la Cámara de Diputados de la Nación por Resolución O.D. Nro. 2378 de junio de 2007. Dentro de sus propósitos busca ser archivo y guardar la historia cultural de las mujeres, a través de la promoción y producción del arte, desde la dialéctica y poniendo énfasis en la perspectiva de género como construcción del significante.
En el Museo se realizan actividades de diversa índole, entre las que se destacan los programas de investigación y desarrollo de temas vinculados a problemáticas ligadas a cuestiones de las mujeres. Entre las mismas se pueden encontrar exposiciones itinerantes, muestras de música, teatro, performance, entre otras. También se dictan cursos virtuales y presenciales.

## Ubicación
Para cumplir con los fines propuestos por las mentoras del Museo de la Mujer, éstas han solicitado la cesión del edificio de la "ex - Cárcel de Mujeres", sito en Humberto Primo 378 de la Ciudad Autónoma de Buenos Aires, entendiendo que es un lugar con historia propia que invita a las mujeres a mirarse, reconocerse e identificarse en su historia de luchas

## Antecedentes
En el año 1989, la historiadora Graciela Tejero Coni propuso la creación de un Museo de La Mujer a la Dirección de Museos de la Municipalidad de Buenos Aires, el cual no prosperó. En el 2006 junto a un grupo de mujeres, profesionales y feministas dieron inicio a actividades de fomento y promoción de lo que sería el futuro Museo de la Mujer, iniciativa para entonces inédita en América Latina y con pocos antecedentes en el mundo. Después de conseguir personería jurídica se transformó en un museo privado (Resolución IGJ Nª 732/06) que funcionaba en la Librería de las Mujeres (Argentina) de Pasaje Rivarola 142.

## Reconocimientos
En el año 2008 fue nombrado como miembro fundador de la Red Internacional de Museos de las Mujeres en el mundo, transformada desde el año 2013 en la Asociación Internacional de Museos de las Mujeres (IAWM)